# Балахонов, Виктор Евгеньевич
Ви́ктор Евге́ньевич Балахо́нов (1923, Петроград, СССР — 1994, Санкт-Петербург, Россия) — советский и российский литературовед. Доктор филологических наук (1970), профессор.

## Биография
Годом рождения В. Е. Балахонова в разных источниках называется 1919 и 1923 гг.
В 1939 году поступил в ЛГУ. Во время Великой Отечественной войны вступил в университетский партизанский отряд. С 1942 году окончил стрелково-пулеметные курсы, после чего являлся командиром взвода в стрелковом батальноне. После тяжелого ранения вернулся в стрелковую дивизию в качестве начальника взвода, затем — роты. В Блокадном Ленинграде потерял мать и брата.
В 1946 году возвратился к учёбе на филологическом факультете ЛГУ, прерванной фронтовой службой. В 1949 году закончил обучение, в 1952 году — окончил аспирантуру.
Работал в ЛГУ. Исполнял обязанности заместителя, а в 1969 — 1973 гг. — декана Филологического факультета. В 1976 — 1983 гг. возглавлял кафедру истории зарубежных литератур.
Несколько лет читал лекции и вел занятия с французскими студентами в Сорбонне.

## Научная деятельность
Кандидатская («Творчество Ромена Роллана в 1914—1924 годы», 1955) и докторская («Ромен Роллан и его время: от ранних произведений к „Жану-Кристофу“», 1970, в двух томах) диссертации, а также многие научные и научно-методические работы, включая монографии, посвящены Французской литературе, в том числе творчеству Ромена Роллана.
Под научным руководством профессора В. Е. Балахонова защитили диссертации более 20 кандидатов наук.

## Награды
- Орден Отечественной войны I степени,
- Орден Отечественной войны II степени[7],
- Медаль «За победу над Германией в Великой Отечественной войне 1941—1945 гг.»[8],
- Медаль «За оборону Ленинграда»[9].